# Даб поезія
Даб поезія — це форма поетичної декламації, що походить з Карибського регіону. Він розвинувся з даб музики в Кінгстоні, Ямайка, у 1970-х роках, а також відомий у Лондоні і Торонто, містах із великими громадами іммігрантів з того регіону. Це декламація під ритми регі. Особливістю є використання розмовної мови, але на відміну від деяких подібних жанрів, виступ даб-поета не є імпровізованим, текст написаний заздалегідь. Музичний супровід на сцені створює гурт, який виконує спеціально написану музику, що супроводжує кожен вірш, а не просто записи з платівки чи диску. Даб вірші зазвичай мають багату мелодику і можуть використовуватися без музичного супроводу. Тоді виконавці промовляють слова з яскраво вираженими ритмічними наголосами і драматичними жестами. Іноді ефекти даб музики, такі як луна, реверберація, спонтанно відтворюються поетом в живій версії вірша. Часто поети також використовують call-and-response пристрої, щоб привернути увагу аудиторії.

## Політичний контекст
Даб-поезія була засобом політичного і соціального самовираження. Любовні або елегійні твори також трапляються, але даб-поезія переважно пов'язана з політикою і боротьбою за соціальну справедливість, коментарями поточних подій (що загалом притаманне ямайській музиці, таким жанрам, як dancehall, conscious- або roots-регі).

## Примітні альбоми
Лінтон Квесі Джонсон (LKJ) і, зокрема, його альбом Dread Beat an' Blood випущений у Великій Британії в 1978 році. Оку Онура (Oku Onuora) з альбомом Reflection In Red 1979 року став першим ямайським записом даб-віршів, а наступними Revolutionary Tea Party Ліліан Аллен і Rasta Бенджаміна Софонії, 1983 року та багато інших з початку 1980-х років.

## Поширення

### Торонто
Торонто, Онтаріо, Канада є одним з міст із найбільшою концентрацією даб поетів, разом із Ямайкою і Англією. Лілліан Аллен, Афуа Купер, та Адрі Жіна Мандела (Ahdri Zhina Mandiela) є одними із засновників та творців місцевої даб-поетичної традиції.

### Сполучене Королівство
Лінтон Квесі Джонсон і його лейбл LKJ Records, видає книги та музику, а також твори інших музикантів і поетів.
Бенджамін Софонія продовжує творити у Великій Британії. Він пише як романи, так і вірші.
Багато поетів опублікували свої роботи як збірки поезії, а також як альбоми співаної поезії або поезії з музичним супроводом.

## Подальше читання
- Mervyn Morris, «Dub Poetry?», in Is English We Speaking and Other Essays (Kingston: Ian Randle Publishers, 1998).